# Odostomia cumshewaensis
Odostomia cumshewaensis är en snäckart som beskrevs av Bartsch 1921. Odostomia cumshewaensis ingår i släktet Odostomia och familjen Pyramidellidae. Inga underarter finns listade i Catalogue of Life.